# Università di medicina e farmacia di Craiova
L'Università di medicina e farmacia di Craiova (UMFCV) è un'università pubblica con sede a Craiova.

## Storia
Un primo ente di istruzione superiore nel campo medico fu fondato a Craiova nel 1970, istituito tramite HCM nr. 59 del 5 febbraio 1970, che creava una facoltà di medicina nell'ambito dell'Università di Craiova. Nel 1998 la legge nr. 119 del 5 giugno 1998 stabilì la separazione dei due atenei, decretando la nascita dell'Università di medicina e farmacia di Craiova.

## Struttura
L'università è organizzata nelle seguenti facoltà:
- Medicina
- Odontoiatria
- Farmacia
- Assistenza medica